# Mapungubwe
Mapungubwe – wzgórze w północnej części Republiki Południowej Afryki u ujścia rzeki Shashe do Limpopo przy granicy z Botswaną i Zimbabwe. Zachowały się tu pozostałości średniowiecznego miasta, zamieszkanego od połowy X do końca XIII wieku n.e. Wśród wykopalisk znaleziono cenne artefakty, m.in. figurki złotych nosorożców, wskazujące na kontakty handlowe z cywilizacją Suahili na wybrzeżach Oceanu Indyjskiego. W pobliżu wzgórza natrafiono także na liczne malowidła naskalne. W 2003 roku organizacja UNESCO wpisała Mapungubwe na listę światowego dziedzictwa kultury.

## Park Narodowy Mapungubwe
Teren wzgórza wraz z otaczającą sawanną został w 1947 roku objęty ochroną w ramach Parku Narodowego Mapungubwe (ang. Mapungubwe National Park) o powierzchni 920 km². Żyje tu wiele zagrożonych gatunków zwierząt, m.in. słonie, żyrafy, nosorożce, lwy i hieny. 
Wraz z sąsiednimi parkami Tuli Block w Botswanie i Tuli Safari Area w Zimbabwe Mapungubwe wchodzi w skład Transgranicznego Parku Limpopo/Shashe (Limpopo/Shashe Transfrontier Park). 